# Цариця Савська

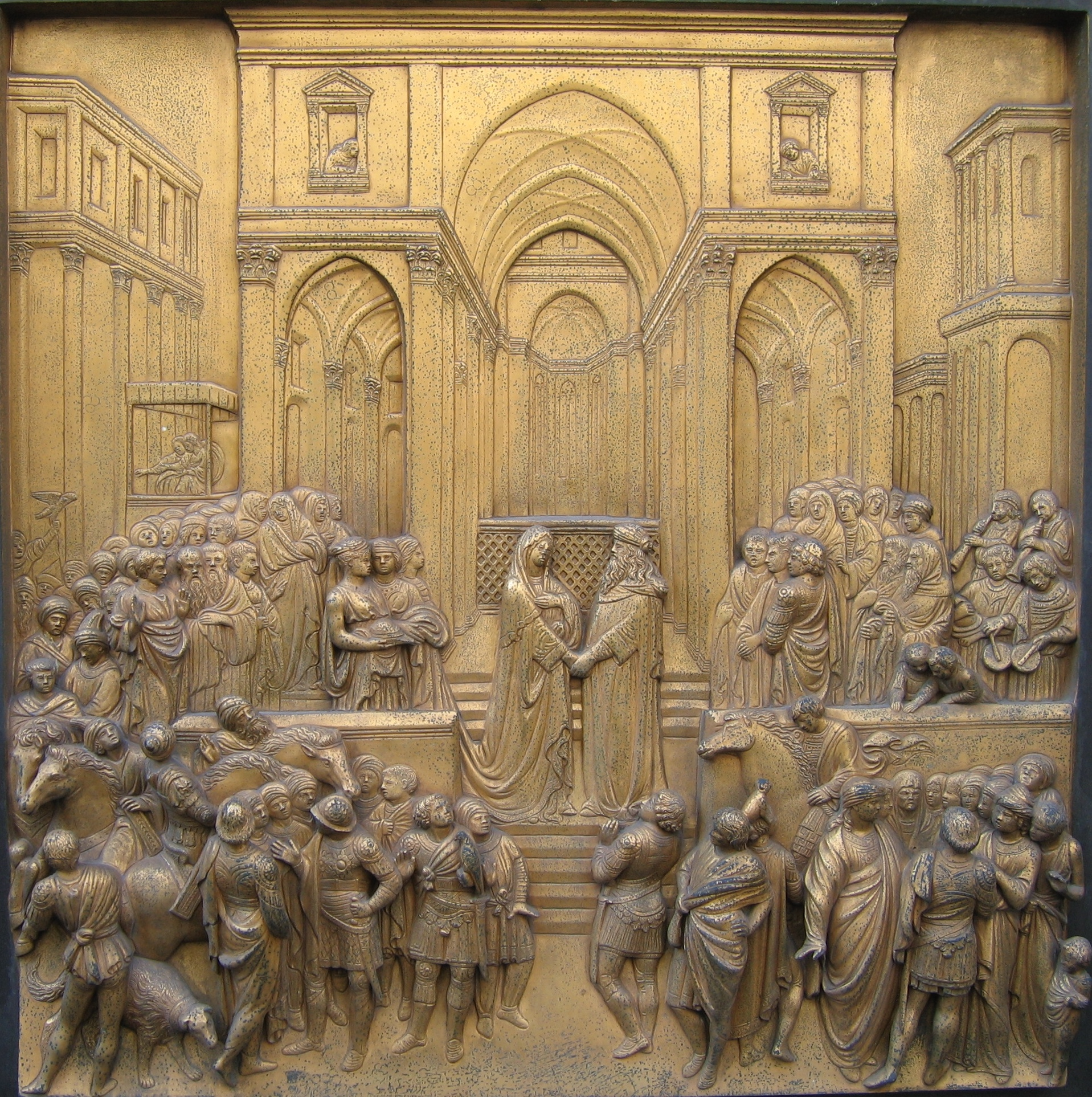
Renaissance relief of the Queen of Sheba meeting Solomon — gate of Florence Baptistry

Цариця Савська (? — ?) — у Старому Заповіті легендарна правителька Савського царства (Шеби), яка прибула до юдейського царя Соломона.
Була правителькою племені Саба (арабська версія). За ефіопською версією цариця Савська правила на території цієї країни, від Соломона у неї нібито народився син Менелік, що став родоначальником династії ефіопських негусів (імператорів). Ця версія є менш імовірною, незважаючи на деяке підтвердження у результаті праць американського генетика Спенсера Велса.
Історичне існування цариці не доведене, її образ зробив значний вплив на фольклор і літературу багатьох народів Європи, Північної Африки і Близького Сходу.

## Ім'я
- Цариця Шебська (івр. מַלְכַּת שְׁבָא, Malkaṯ Šəḇāʾ[2], Малка́т Шеба́) — в юдейській традиції, базованій на Торі.
- Цариця Сабська — в грецькій традиції, базованій на Септуагінті; в ефіопській та арабській традиціях;
дав.-гр. βασίλισσα Σαβά, basílissa Sabá
геез ንግሥተ ሳባ, Nəgśətä Saba[3]
перс. ملكة سبأ, Malikat Sabaʾ, Маліка́т Са́ба
- Цариця Савська — в церковно-словянській традиції, базовані на середньогрецькій вимові.
- Балкіс, Балькіс, Білкіс, Бількіс — гіпотетичне ім'я в пізніх арабських текстах.
Балкида — латинізована форма Балкіс
- Македа — гіпотетичне ім'я в пізніх ефіопських текстах.
- Нікаула — гіпотетичне ім'я у Йосифа Флавія та европейських текстах, які наслідували за ним.
Нікавля — московізована форма Нікаула.
- Шеба — ім'я в перекладацькій літературі, яке помилково сприймається за власне.

## У Священних Писаннях

### У Старому Заповіті

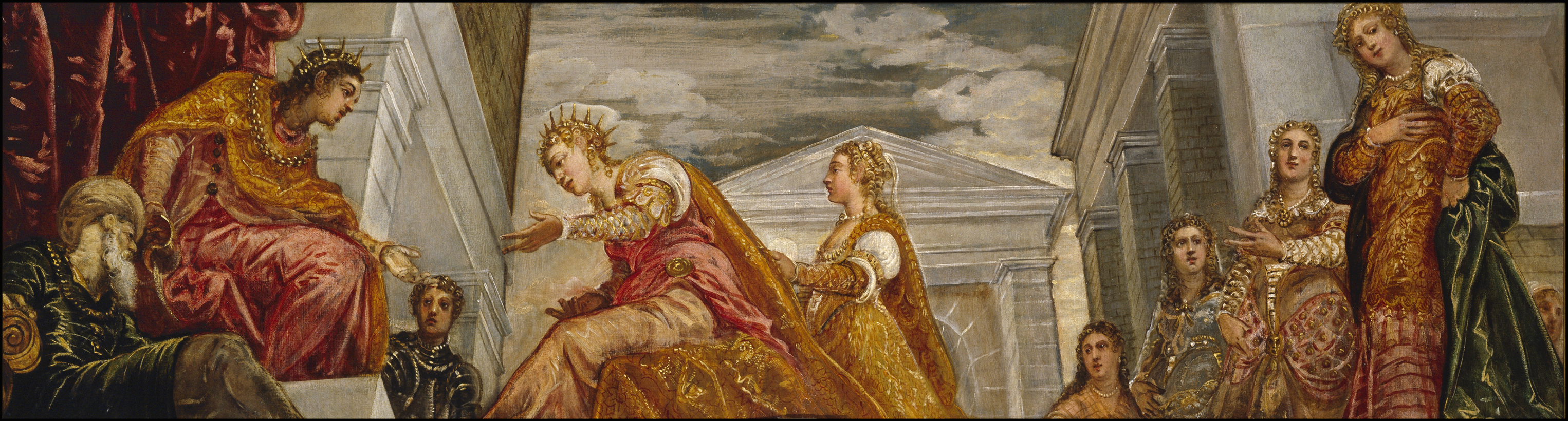
«Соломон і цариця Савська»,
картина Тінторетто, біля 1555, Прадо

Історія цариці Савської в Біблії тісно пов'язана з ізраїльським царем Соломоном. Згідно з біблейським оповіданням, цариця Савська, дізнавшись про мудрість і славу Соломона, «прийшла випробувати його загадками». Її візит описаний у 10 главі у 1-й книзі Царів, а також у 9-й главі Другої книги хроніки (2 Хр. 9:1-12).
1 А цариця Шеви почула була про славу Соломонову, і прийшла випробувати Соломона загадками в Єрусалимі. Прийшла вона з дуже великим багатством, із верблюдами, що несли пахощі та безліч золота й дорогого каміння. І прийшла вона до Соломона, і говорила з ним про все, що було на серці її.
2 І Соломон вияснив їй усі її запити, і не було запиту, незнаного Соломонові, якого не порішив би він їй.
3 І побачила цариця Шеви всю Соломонову мудрість та дім, що він збудував,
4 і їжу столу його, і мешкання рабів його, і поставу слуг його та їхні одежі, і чашників його, та їхні одежі, і вхід його, яким він входить до Господнього дому, і не могла вона з дива вийти!
5 І сказала вона до царя: Правдою було те, що я чула в своїм краї про твої діла та про твою мудрість.
6 І не повірила я їхнім словам, аж поки сама не прийшла та не побачили мої очі, і ось не була представлена мені й половина великости твоєї мудрости: ти перевищив славу, про яку я чула!
7 Щасливі люди твої, і щасливі оці твої слуги, що завжди стоять перед обличчям твоїм та слухають твою мудрість!
8 Нехай буде благословенний Господь, Бог твій, що вподобав тебе, щоб посадити тебе на Свого трону за царя у Господа, Бога твого, через любов Бога твого до Ізраїля, щоб утвердити його навіки. І Він настановив тебе над ними царем, щоб чинити право та справедливість!
9 І дала вона цареві сто й двадцять талантів золота, і дуже багато пахощів та дороге каміння. І більш уже не було таких пахощів, як ті, що цариця Шеви дала цареві Соломонові!
Згідно з Талмудом, історію про царицю Савську варто вважати алегорією, а слова «מלכת שבא» («цариця Савська») трактуються як «מלכות שבא» («царство Савське»), що підкорилося Соломону.

### У Корані

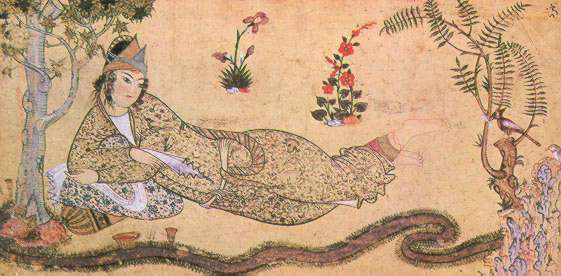
«Цариця Білкіс і одуд».
Перська мініатюра, біля 1590—1600

У 27-ій сурі Корану «Мурахи» міститься арабське оповідання про царя Сулеймана (Соломона) і царицю Савську, відому під ім'ям Балкіс (Білкіс). Крім того, в ісламському фольклорі існують декілька версій легенд на цю тему.
Згідно з мусульманською традицією Соломон дізнається від птаха мартина (або одуда, птаха ухдуд, худий худ) про існування цариці Балкіс — правительки казково багатої країни Саба, що сидить на троні з золота, прикрашеного дорогоцінним камінням, і що поклоняється сонцю. Він написав їй лист із словами: «Від слуги Бога, Соломона, сина Давида, до Балкіс, Цариці Шеби. У ім'я Бога всемилостивого. Мир та пребуде з тим, хто слідує шляхом істини. Не повставайте на мене, але прийдіть і вдайтеся мені». Лист передав цариці той же птах, що розповів Соломону про її царство.
Одержавши лист, Балкіс злякалася можливої війни з Соломоном і надіслала йому багаті дари, які він відкинув, сказавши що надішле війська, захопить її міста і вижене їх жителів із ганьбою. Після цього Балкіс вирішила сама приїхати до Соломона, виразивши цим свою покірність.
Перед від'їздом вона замкнула свій дорогоцінний трон у фортеці, але Соломон, повелитель джинів, бажаючи справити на неї враження, з їх допомогою переніс його до Єрусалиму і, змінивши його зовнішній вигляд, показав цариці з питанням: «чи так виглядає трон твій?». Балкіс змогла впізнати його, і була запрошена до палацу, побудованого Соломоном для неї. Підлога в ньому була зроблена зі скла, під яким у воді плавали риби (у іншому перекладі води немає, а підлога, як і сам, палац була кришталевою). Балкіс, увійшовши до палацу, злякалася і, вирішивши, що їй треба буде йти по воді, підняла поділ своєї сукні, оголивши гомілки. Після цього вона вимовила:
|  | Господи! Воістину, я нанесла утрату самій собі, нині ж разом із Сулейманом вдаюся до Аллаха, Господа мешканців світів. |

Таким чином вона визнала всевладність Сулеймана і його Бога і прийняла дійсну віру.
Коментатори Корану трактують епізод з прозорою підлогою в палаці Соломона як хитрість царя, що бажав перевірити чутку про те, що ноги Балкіс покриті вовною як у осла. Та'алабі і Дшела-Леддін аль Махаллі наводять версію, що все тіло Балкіс було вкрите вовною, а ноги мали ослині копита — що свідчило про її демонічну природу.
Коментатор Корану Джалал Ад-Дін стверджує, що Соломон хотів одружуватися з Балкіс, але його бентежила вовна на її ногах. Інший коментатор — Аль-Бейдхаві — пише, що невідомо, хто став чоловіком Балкіс, і припускає, що їм міг бути один з вождів племені Хамдан, якому віддав її руку цар.

## У популярній культурі
- У аніме Ґенешафт на честь Цариці Савської названо космічний лінкор Бількіс.

### Монографії. Статті
- Littmann, The Legend of the Queen of Sheba in the Tradition of Axum, Princeton, 1904. (англ.)
- Mdrsh mshl, Midrasch Mischle, Sammlung Agadischer Auslegung der Spruche Salamon's (Midrash on the Proverbs, Critically Edited, with a Commentary and Detailed Preface) by Salomon Buber
- The Targum of Esther (Second) (Targum Sheni) Translated by Bernard Grossfeld — Professor of Hebrew and Aramaic at the University of Wisconsin — Milwaukee, and founding member of the Association for Targumic Studies. Published in 1991 by T & T CLARK LTD, Edinburgh, in co-operation with The Liturgical Press, Collegeville, Minnesota 56321 USA. ISBN 0-567-09495-8
- Jacob Lassner, Demonizing the Queen of Sheba: Boundaries of Gender and Culture in Postbiblical Judaism and Medieval Islam [Архівовано 1 листопада 2011 у Wayback Machine.], University of Chicago Press, 1993 (англ.), включає добірку текстів про царицю Савську (pp. 161—214):
  - The Queen Sheba in the Midrash Mishle; Riddles of the Midrash ha-Hefez; Targum Sheni; Pseudo Ben Sira; The Yemenite Tale of Saadiah Ben Joseph; Recent Jewish Folklore and Folkloric Texts; Various Qur'anic Texts; Tha'labi's Version of Sulayman and Bilqis, the Queen; Passages from Al-Kisa'i
- Wendell Philips, Quataban and Sheba, 1955.
- «Queen of Sheba and Biblical Scholarship» by Bernard Leeman (Queensland Academic Press) Westbrook Australia 2005 ISBN 0-9758022-0-8
- The Queen of Sheba's Goose-Foot in Medieval Literature and Art, in The Authority in the Medieval West, ed. M. GOSMAN et al., Groningen, 1999, pp. 175-192